# Bärsjön, Dalarna
Bärsjön är en sjö i Avesta kommun i Dalarna och ingår i Dalälvens huvudavrinningsområde. Sjön har en area på 0,112 kvadratkilometer och ligger 109,9 meter över havet. Sjön avvattnas av vattendraget Kvarnbäcken.

## Delavrinningsområde
Bärsjön ingår i det delavrinningsområde (667957-154391) som SMHI kallar för Utloppet av Bärsjön. Medelhöjden är 123 meter över havet och ytan är 1,49 kvadratkilometer. Det finns ett avrinningsområde uppströms, och räknas det in blir den ackumulerade arean 12,3 kvadratkilometer. Kvarnbäcken som avvattnar avrinningsområdet har biflödesordning 2, vilket innebär att vattnet flödar genom totalt 2 vattendrag innan det når havet efter 100 kilometer. Avrinningsområdet består mestadels av skog (85 procent). Avrinningsområdet har 0,11 kvadratkilometer vattenytor vilket ger det en sjöprocent på 7,6 procent.